# Rezolucja Rady Bezpieczeństwa ONZ nr 19
Rezolucja Rady Bezpieczeństwa ONZ nr 19 została przyjęta 27 lutego 1947 r.
Rada utworzyła w niej trzyosobową podkomisję mającą cel ustalić wszystkie faktów związane ze sporem między Wielką Brytanią a Albanią w kwestii incydentu w Cieśninie Korfu z 1946 i zobowiązała ją do złożenia raportu Radzie nie później niż 10 marca 1947.
Rezolucja została przyjęta 8 głosami "za", przy wstrzymaniu się od głosu Polski, Syrii i Związku Radzieckiego. 